# Gujana Brytyjska na Igrzyskach Imperium Brytyjskiego 1934
Gujana Brytyjska wystartowała na Igrzyskach Imperium Brytyjskiego w 1934 roku w Londynie jako jedna z 16 reprezentacji. Była to druga edycja tej imprezy sportowej oraz drugi start gujańskich zawodników. Reprezentacja zajęła siódme miejsce w generalnej klasyfikacji medalowej igrzysk, zdobywając jeden złoty medal. Gujańczycy startowali jedynie w lekkoatletyce.

## Medale
| Dyscyplina    | Złoto | Srebro | Brąz | Razem |
| ------------- | ----- | ------ | ---- | ----- |
| Lekkoatletyka | 1     | –      | –    | 1     |

## Medaliści
Lekkoatletyka
- Phil Edwards – bieg na 880 jardów mężczyzn